# Marta Torné i Gràcia
Marta Torné i Gràcia   (Barcelona, 10 de març de 1978) és una actriu i presentadora de televisió catalana, especialment coneguda pels seus papers a les sèries El Internado i Los Protegidos.

## Carrera

### Ràdio i televisió
La carrera en l'àmbit de la comunicació comença amb els seus estudis de producció a l'ensenyament secundari que li permeteren treballar en les emissores Ràdio Estel, Flaix FM i RAC 1. El seu primer treball a televisió fou com a productora a POPcityCLUB a l'antiga City TV (actual 8tv), al costat d'Enric Escudé. El 2002 va presentar una secció al programa Vitamina N de la mateixa cadena i presentat per Jordi González, i al costat d'aquest i part del seu equip va fer el salt a la televisió espanyola amb TNT i Pecado original a la cadena Telecinco l'any 2005. El 2010 va presentar, durant poc més de dues setmanes, un programa d'entrevistes anomenat Algo pasa con Marta a La Sexta.
El juny de 2015 va començar a presentar Cámbiame a la cadena Telecinco amb estilistes com Pelayo Díaz, Natalia Ferviú i Cristina Rodríguez. Des de 2022, presenta el concurs de talents musical de TV3 Eufòria.

### Sèries de televisió
El 2007 fou escollida per interpretar a una assistenta anomenada María a la sèrie El internado de la cadena Antena 3, compartint protagonisme amb joves actors com Blanca Suárez o Yon González i el 2012 es va incorporar a la temporada final de Los protegidos de la mateixa cadena. El 2015 va aparèixer a la sèrie de TV3 "39+1".

### Teatre
A nivell de Teatre, Torné ha destacat per la seva actuació al teatre Borràs de Barcelona, a l'obra de teatre Más allá del puente, dirigida per David Botello i coprotagonitzada amb Santi Millán.

## Premis i nominacions
- Premi Revelación als premis Top Glamour de 2008 per la sèrie de TV El internado.
- Nominació a la Nimfa d'Or a la millor actriu en el Festival de Televisió de Montecarlo de 2009 per El internado'.[5]

## Filmografia
- El internado (2007-2010)
- Impávido (2011)
- Los protegidos (2012)
- Menú degustació (2012)